# MyoD
A MyoD, más néven mioblasztdeterminációs protein 1 az izomdifferenciációt szabályzó fehérje. A Harold M. Weintraub laboratóriumában felfedezett MyoD a miogén szabályzó faktorok (MRF) közé tartozik. E bHLH (bázikus hélix-gyűrű-hélix) transzkripciós faktorok a miogén differenciációban szekvenciálisan hatnak. Gerinces-MRF-ek például a MyoD1, a Myf5, a miogenin és az MRF4 (Myf6). Gerinctelenekben általában egy MyoD fehérje található.
A MyoD a miogénné válás egyik első markere. A MyoD-t a kvieszcens szatellitsejtek igen alacsony, gyakorlatilag észlelhetetlen mennyiségben expresszálják, edzéskor vagy izomszövet-sérüléskor aktiválódik az expresszió. A MyoD hatása a szatellitsejtekre dózisfüggő: a magas MyoD-expresszió akadályozza a sejt megújulását, elindítja a terminális differenciációt, és apoptózist okozhat. Bár a MyoD a mioblaszttá válást jelzi, az izomfejlődés nem tér el jelentősen MyoD-hiányos egérmutánsokban. Ez valószínűleg a Myf5 vagy az Mrf4 funkciós redundanciája miatt van. Azonban a sikeres miogenezishez a MyoD és a Myf5 is szükséges.

## Története
A MyoD-t Davis, Weintraub és Lassar klónozták 1987-ben a Cellben megjelent, az izomképzésről szóló funkcionális assayben. 1988-ban Tapscott, Davis, Thayer, Cheng, Weintraub és Lassar magi foszfoproteinként írták le a Science-ben. A kutatók expresszálták az egér MyoD-jének komplementer DNS-ében (cDNS) különböző sejtvonalakban (fibroblaszt és adipoblaszt), azt találták, hogy a MyoD ezeket miogén sejtekké alakította. 1989-ben több kísérletet végeztek a fehérje szerkezetének és funkciójának meghatározására, megerősítve az eredeti feltételezést, miszerint a fehérje aktív helye a dimerizációhoz hélix-gyűrű-hélix (bHLH) és egy ez előtti bázikus hely csak a fehérjedimerré válás után segítette a DNS-kötést. A MyoD továbbra is aktív kutatási terület, mivel még mindig kevés ismeret van a funkciója sok részéről.

## Funkció
A MyoD feladata a fejlődésben a mesodermalis sejtek mioblaszttá alakítása, majd ennek szabályzása. A MyoD szabályozhatja továbbá az izomjavítást is. A MyoD-mRNS-szint az idősödő vázizomszövetben magasabb.
A MyoD fő funkciója továbbá a sejtek kilépése a sejtciklusból (sejtproliferáció leállítása a differenciált miocitákban) a p21- és miogenintranszkripció növelésével. A MyoD-t gátolják a ciklindependens kinázok (CDK), ezeket pedig a p21 gátolja. Így a MyoD előrecsatolással erősíti hatását.
Hosszútávú MyoD-expresszió kell az izomhoz kapcsolódó gének expressziójának fenntartásához.
A MyoD fontos effektora a gyorsan összehúzódó izomszövet (IIA, IIX és IIB) fenotípusának.

## Mechanizmusai
A MyoD transzkripciós faktor, és irányíthatja a kromatin-újramodellezést az E-boxhoz kötődve. A MyoD több száz izomgénpromoterhez tud kötni, és lehetővé teszi a mioblasztproliferációt. Bár nem teljesen tisztázott, a MyoD feltehetően fontos miogenezis-irányító a KAP1 (KRAB (Krüppel-szerű asszociált box)-asszociált protein 1) foszforilációja által mediált be/kikapcsoló asszociációval. Ez izomhoz kapcsolódó géneknél található a mioblasztokban a MyoD-vel és a Mef2-vel (miocita-erősítő faktor 2). Itt támasztó funkciót tölt be, és aktiválja a p300-at és az LSD1-et több korepresszorral, például a G9a-val és a hiszton-deacetiláz 1-gyel (HDAC1) együtt. Ez az izomgének promotereit csendesíti. Mikor az MSK1 kináz foszforilálja a KAP1-et, a korábban kötött korepresszorok felszabadulnak, lehetővé téve a MyoD-nek és a Mef2-nek a transzkripció aktiválását.
Miután a főirányító MyoD aktív lett, a SETDB1 szükséges annak expressziójának fenntartásához a sejtben. A Setdb1 szükséges a MyoD és izomspecifikus gének expressziójának fenntartásához, mivel a Setdb1-expresszió csökkenése súlyosan késlelteti a mioblasztdifferenciációt és -determinációt. Exogén MyoD-vel kezelt Setdb1-hiányos mioblasztok differenciációja helyreáll. A Setdb1 MyoD-re gyakorolt hatásának egy modelljében a Setdb1 egy MyoD-inhibitort gátol. Ez kompetitíven hat a MyoD ellen az általános sejtproliferációban. E modell bizonyítéka, hogy a Setdb1 csökkenése közvetlenül gátolja a mioblasztdifferenciációt, melyet az ismeretlen MyoD-inhibitor okozhat.

A Setdb1 gátolja a MyoD egyik inhibitorát, ez a mechanizmus tartja fenn a differenciált mioblasztokban a MyoD-expressziót.

A MyoD ezenkívül együttműködik a tumorszupresszorgén Retinoblastomával (pRb) a terminálisan differenciált mioblasztok sejtciklusának leállításában. Ezt a ciklin D1 szabályzásával éri el. A sejtciklus leállása (mely mioblasztok esetén a miogenezis végét jelenti) függ a ciklin D1 folytonos és stabil gátlásától. A MyoD és a pRb is szükségesek a ciklin D1 repressziójához, de nem közvetlenül a ciklin D1-re hatnak, hanem a Fra-1-re, mely a ciklin D1 előtt van nem sokkal. Azért van mindkettőre szükség a Fra-1 (és így a ciklin D1) gátlására, mivel a MyoD és a pRb önmagukban nem elegendő a megfelelő ciklin D1-gátláshoz és így a sejtciklus leállításához. Egy Fra-1-intron erősítőjében két állandósult MyoD-kötőhely található. A MyoD és a pRb együttműködnek a Fra-1-intron erősítőjében annak gátlásában, így a ciklin D1 gátlásában is, végül a terminálisan differenciált mioblasztok sejtciklusának leállítását okozva.

## A Wnt-jelzés befolyásolhatja a MyoD-t
A szomszédos szövetek Wnt-jelzése indukálja aze ezeket kapó szomitasejteket a Pax3, a Pax7 és miogén szabályzófaktorok, például a Myf5 és a MyoD expressziójára. Egész pontosan a Wnt3a közvetlenül befolyásolhatja a MyoD-expressziót cisz-elem interakciókkal disztális erősítő és Wnt-válaszelem révén. A dorzális velőcső Wnt1-e és a felszíni ektoderma Wnt6/Wnt7a-ja is befolyásolhatják a szomita miogenezisét, ez utóbbi feltehetően elsősorban a MyoD-n keresztül működhet.
Nyugalmi állapotban (fiziológiás stressz nélkül) lévő felnőtt izmok a Wnt5a, Wnt5b, Wnt7a és Wnt4 fehérjéket expresszálják. Izom sérülése esetén (mely regenerációt igényel) a Wnt5a-, Wnt5b- és Wnt7a-expresszió nő. Az izom regenerációjának végén megnő a Wnt7b és a Wnt3a-expresszió is. E Wnt-jelzési minta a progenitorsejtek differenciációját okozza, mely csökkenti az elérhető szatellitsejtek számát. A Wnt fontos a szatellitsejt-szabályzásban, a vázizmok öregedésében és regenerációjában. A Wnt-fehérjék aktiválják továbbá a Myf5- és MyoD-expressziót a Wnt1 és Wnt7a révén. A Wnt4, Wnt5 és Wnt6 kevéssel növelik a szabályzófaktorok szintjét. Ezenkívül a MyoD növeli a Wnt3a-szintet a mioblasztok differenciációjakor. Nem ismert, hogy a Wnt cisz-regulációval vagy közvetett fiziológiai útvonalakkal aktiválja a MyoD-t.

## Koaktivátorok és represszorok
IFRD1 is a positive cofactor of MyoD, as it cooperates with MyoD at inducing the transcriptional activity of MEF2C (by displacing HDAC4 from MEF2C); moreover IFRD1 also represses the transcriptional activity of NF-κB, which is known to inhibit MyoD mRNA accumulation.

Az NFATc1 a rosttípus összetételét szabályzó transzkripciós faktor, és aerob edzés kor a gyors-lassú összehúzódású rost átmenet NFATc1-et igényel. A MyoD-expresszió fontos transzkripciós faktor a gyors összehúzódású rostokban, melyet az oxidatív rostban az NFATc1 gátol. Az NFATc1 a MyoD-t annak N-terminális aktivációs doménjével való fizikai kölcsönhatással gátolja, gátolva ezzel a p300 aktiválását. Az NFATc1 a MyoD–p300 kölcsönhatást fizikailag zavarja. Ez a rosttípusok edzéskori in vivo átmenetének mechanizmusának alapja az NFATc1 és a MyoD szerepeinek cseréjével. Az NFATc1 az egyensúlyt a lassan összehúzódó izomrostokban a MyoD fizikai gátlásával irányítja.

A MyoD átmeneti helyőrző fehérjével működik, mely megakadályozza más transzkripciós faktorok DNS-kötését, és a DNS-hez van inaktív konformációja is. A helyőrző eltávolítása vagy deaktivációja után a szükséges transzkripciós faktorok köthetnek és elindíthatják az RNS-polimeráz II aktiválását és az aktív RNS-transzkripciót.

A hiszton-deacetiltranszferáz p300 a MyoD-vel az izomcső fibroblasztokból való létrehozásához szükséges kölcsönhatásban működik. A p300 aktiválása a sebességmeghatározó lépés a fibroblasztok izomcsővé alakításában. A p300-on kívül a MyoD aktiválja még a Set7, a H3K4me1, a H3K27ac és az RNAP II fehérjéket a kötött erősítővel, lehetővé téve a helyzettől függő és a MyoD-aktivitással biztosított izomgén-aktivációt. Esszenciális koaktivátorként az endogén p300 azonban szükséges a MyoD működéséhez. A MyoD asszociatívan köti az erősítő régiót helyőrző „feltételezett pionírfaktorral”, mely segíti egy adott inaktív konformációban való megőrzésüket. Az erősítőhöz kapcsolt helyőrző fehérje eltávolítása vagy inaktivációja után az erősítőaktivitást pozitívan szabályzó transzkripciós faktorok újabb csoportjának aktivációja lehetséges, transzkripcionálisan aktív állapotba hozva a MyoD–transzkripciós faktor–erősítő komplexet.

## Interakciók
A MyoD interakcióba léphet az alábbi fehérjékkel:
- C-jun,[22]
- CREB-kötő protein,[23][24]
- CSRP3,[25]
- ciklindependens kináz 4,[26][27]
- ciklindependenskináz-inhibitor 1C,[28]
- EP300,[24][29]
- HDAC1,[30][31]
- ID1,[32][33][34][35][36][37]
- ID2,[33]
- MDFI,[38]
- MOS,[39]
- Retinoblastoma protein,[31][40]
- Retinoid X-receptor α[41]
- STAT3,[42]  and
- TCF3.[33][43]

## Fordítás
Ez a szócikk részben vagy egészben  a   MyoD című angol Wikipédia-szócikk ezen változatának fordításán alapul.  Az eredeti cikk szerkesztőit annak laptörténete sorolja fel. Ez a jelzés csupán a megfogalmazás eredetét és a szerzői jogokat jelzi, nem szolgál a cikkben szereplő információk forrásmegjelöléseként.